# Норвезький міжнародний кінофестиваль
Норвезький міжнародний кінофестиваль (норв. Den norske filmfestivalen, англ. The Norwegian International Film Festival) — міжнародний кінофестиваль, який щороку в серпні проводиться у норвезькому місті Гауґесун, яке часто називають північними Каннами, порівнюючи з відомим французьким містом, де також регулярно відбувається фестиваль кіно.
Міжнародна федерація асоціацій кінопродюсерів акредитувала Норвезький міжнародний кінофестиваль як один із п'яти кінооглядів, що входять до числа неконкурсних фестивалів ігрових фільмів.
Фестиваль проходить з 1973 року.

## Участь у фестивалі
Участь у фестивалі обмежена. В ньому можуть брати участь лише кінопрофесіонали, представники засобів масової інформації та офіційні представники місцевих і загальнонаціональних органів державного управління. Акредитація для участі має бути завершена до кінця червня.

## Секції фестивалю
Основна програма кінофестивалю присвячена художнім фільмам, призначеним для кінопрокату. Демонстровані на фестивалі фільми можна переглянути лише за запрошеннями.
Фільми для програм кінофестивалю обирають виключно за їхні художні якості. Фестиваль тісно співпрацює з норвезькими та скандинавськими дистриб'юторами, коли вибирає фільми для показу в основному конкурсі, а також зі скандинавськими агентами з продажу фільмів для екранного показу на кіноринку «Нові північні фільми». Фільми, обрані для показу, в ідеалі мають бути зняті в Норвегії, але фестиваль також запрошує обмежене число іноземних фільмів, які становитимуть інтерес для норвезької та скандинавської аудиторії .

## «Нові північні фільми»
«Нові північні фільми» є щорічним скандинавським ринком кіно і включає в себе Північний форум співпродукції, організований у рамках Норвезького міжнародного кінофестивалю.
З моменту свого створення у 1995 році секція розширювала захід з року в рік, і «Нові північні фільми», з більш ніж трьохстами учасниками, двадцятьма п'ятьма новими фільмами, що знаходяться на стадії виробництва, та семінарами, стали важливим місцем зустрічі всіх, хто має професійний інтерес до нордичних фільмів.
«Нові північні фільми» пропонують:
- міжнародний ринок для північно-європейських художніх фільмів;
- міжнародне та скандинавське місце для зустрічей;
- покази найкращих поточних скандинавських фільмів;
- ексклюзивні презентації незавершених (у процесі створення) майбутніх скандинавських фільмів;
- форум зі спільного виробництва та фінансування кіно;
- продюсерів і режисерів, які представляють свої останні проекти та роботи, що знаходяться в процесі виробництва;
- покази в Кіноцентрі Едда, у всіх його 5-х високоякісних залах, на чолі із великою залою на 560 місць, обладнаних для цифрових показів;
- DVD-бар з усіма сучасними скандинавськими фільмами, що доступні для індивідуальних переглядів;
- семінари, що мають велике значення для розвитку міжнародної кіноіндустрії;
- приємні та інтимні місця для приватних зустрічей;
- вечірки, подорожі на човні, щасливі години та інші громадські заходи.

Діяльність ринку спрямовано на формування взаємовідносин між міжнародними та скандинавськими дистриб'юторами, ТВ-покупцями, програмними директорами інших фестивалів, торговими агентами, продюсерами, режисерами та кіноорганізаціями.
Кіноринок відбувається за підтримки норвезького Міністерства культури та справ церкви, організації «Фільм і Кіно», Скандинавського консульства, Фонду північного кіно та телебачення і програми MEDIA Європейського Союзу. «Нові північні фільми» співпрацюють з п'ятьма Північними кіноінститутами та різноманітними агентами з продажу нордичних фільмів .

## Премія «Аманда»
З 1985 року на Норвезькому міжнародному кінофестивалі проходить вручення щорічної кінопремії «Аманда», заснованої фестивалем у співпраці з Норвезьким інститутом кінематографії.